# Bonnetia
Bonnetia är ett släkte av tvåhjärtbladiga växter. Bonnetia ingår i familjen Bonnetiaceae.

## Bildgalleri

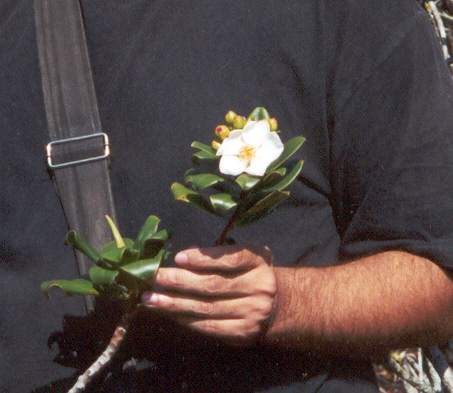
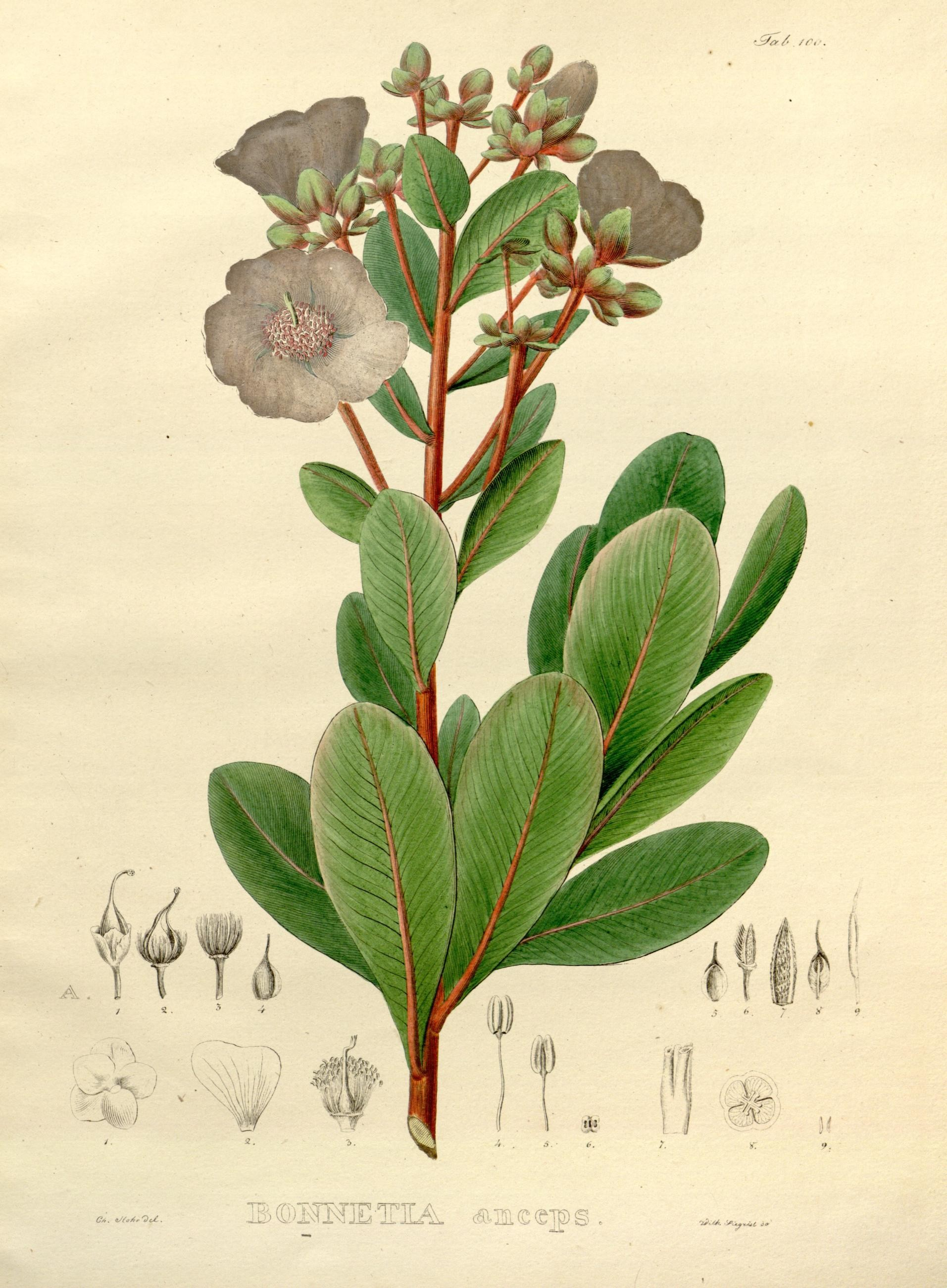
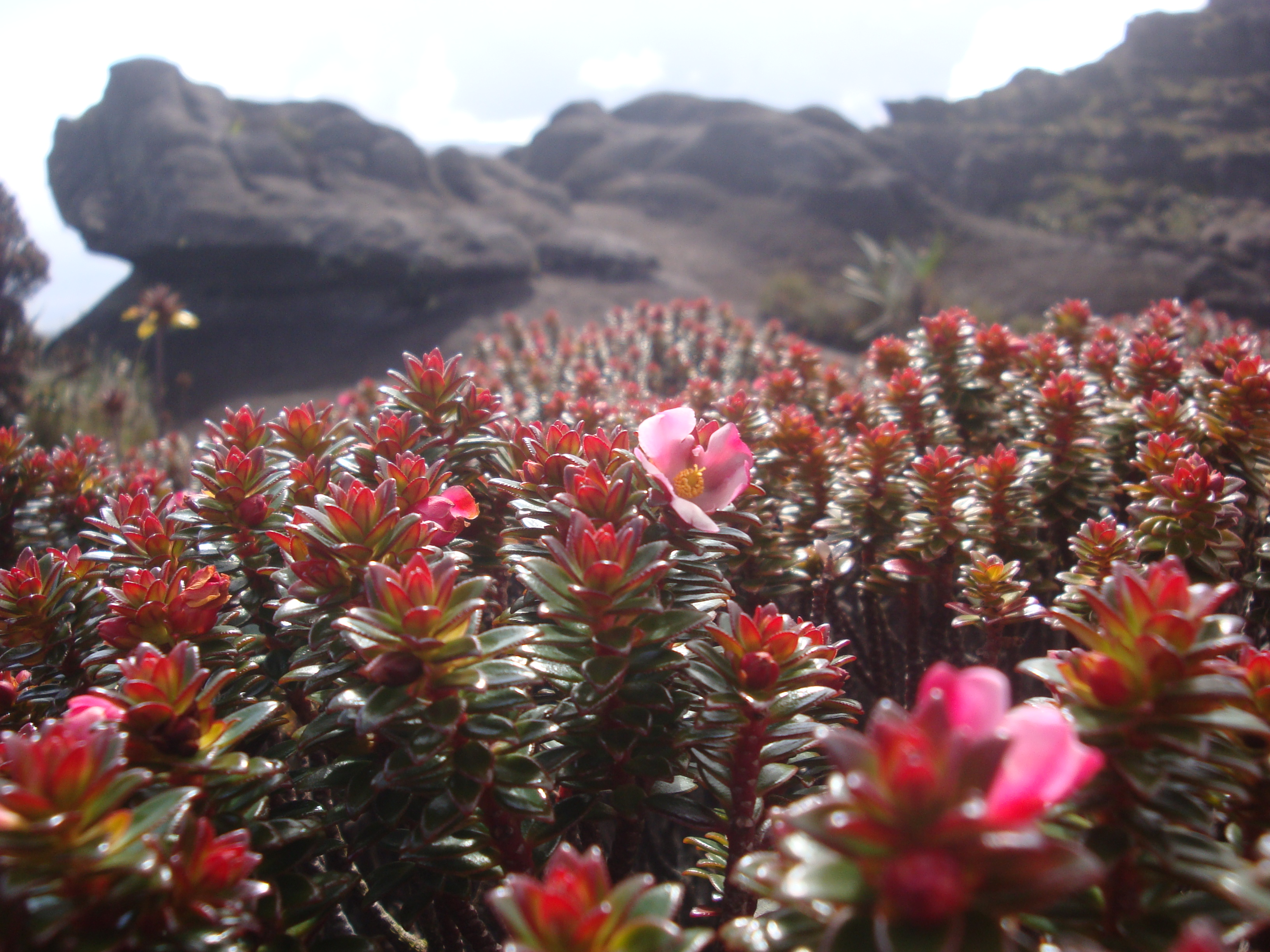
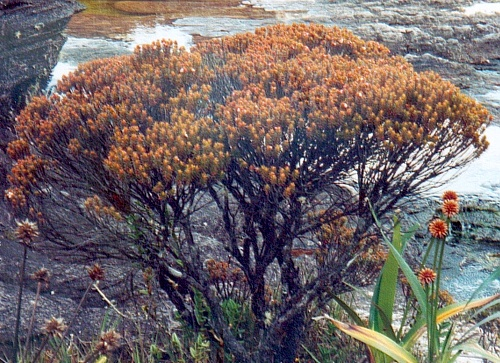
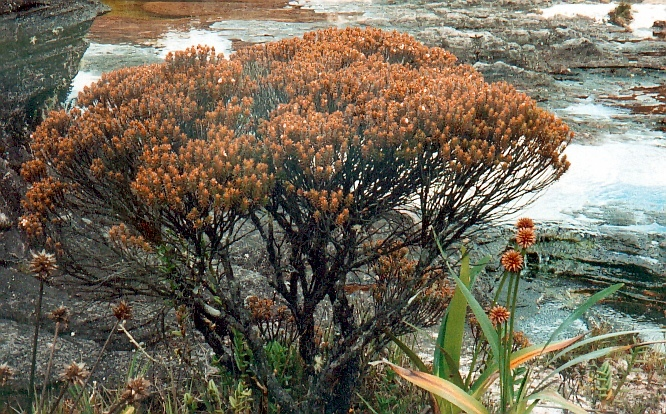
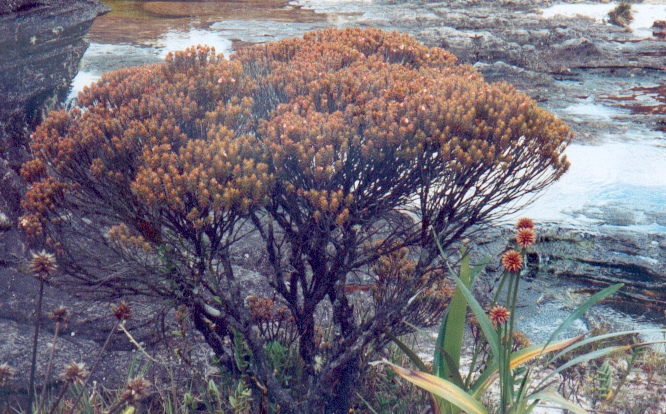

## Dottertaxa tillBonnetia, i alfabetisk ordning[1]
- Bonnetia ahogadoi
- Bonnetia anceps
- Bonnetia bolivarensis
- Bonnetia celiae
- Bonnetia chimantensis
- Bonnetia cordifolia
- Bonnetia crassa
- Bonnetia cubensis
- Bonnetia euryanthera
- Bonnetia fasciculata
- Bonnetia holostyla
- Bonnetia huberiana
- Bonnetia jauaensis
- Bonnetia kathleenae
- Bonnetia lanceifolia
- Bonnetia liesneri
- Bonnetia maguireorum
- Bonnetia multinervis
- Bonnetia neblina
- Bonnetia paniculata
- Bonnetia ptariensis
- Bonnetia roraimae
- Bonnetia roseiflora
- Bonnetia rubicunda
- Bonnetia sessilis
- Bonnetia steyermarkii
- Bonnetia stricta
- Bonnetia tepuiensis
- Bonnetia tristyla
- Bonnetia venulosa
- Bonnetia wurdackii